# Endlicheria williamsii
Endlicheria williamsii là loài thực vật có hoa trong họ Nguyệt quế. Loài này được O.C.Schmidt miêu tả khoa học đầu tiên năm 1933.